# Antillicharis gryllodes
Antillicharis gryllodes är en insektsart som först beskrevs av Peter Simon Pallas 1772.  Antillicharis gryllodes ingår i släktet Antillicharis och familjen syrsor. Inga underarter finns listade i Catalogue of Life.